# Baykal Point
Der Baykal Point (englisch; bulgarisch нос Байкал nos Bajkal) ist eine 800 m lange und größtenteils vereiste Landspitze an der Westküste der Brabant-Insel im Palmer-Archipel westlich der Antarktischen Halbinsel. Sie ragt 2,63 km ostsüdöstlich des Driencourt Point, 6,55 km nordwestlich des Mount Parry und 5,4 km nordnordöstlich des Minot Point in die Lanusse-Bucht hinein.
Britische Wissenschaftler kartierten sie 1980 und 2008. Die bulgarische Kommission für Antarktische Geographische Namen benannte sie 2015 nach der Ortschaften Bajkal im Norden und Bajkalsko im Westen Bulgariens.